# Traunstein (szczyt)
Traunstein – szczyt w paśmie Oberösterreichische Voralpen, części Północnych Alp Wapiennych o wysokości 1691 m n.p.m., zlokalizowany w Austrii, w kraju związkowym Górna Austria, w gminie Gmunden. Wznosi się nad jeziorem Traunsee.